# George Albert Boulenger
Pour les articles homonymes, voir Boulenger (homonymie).

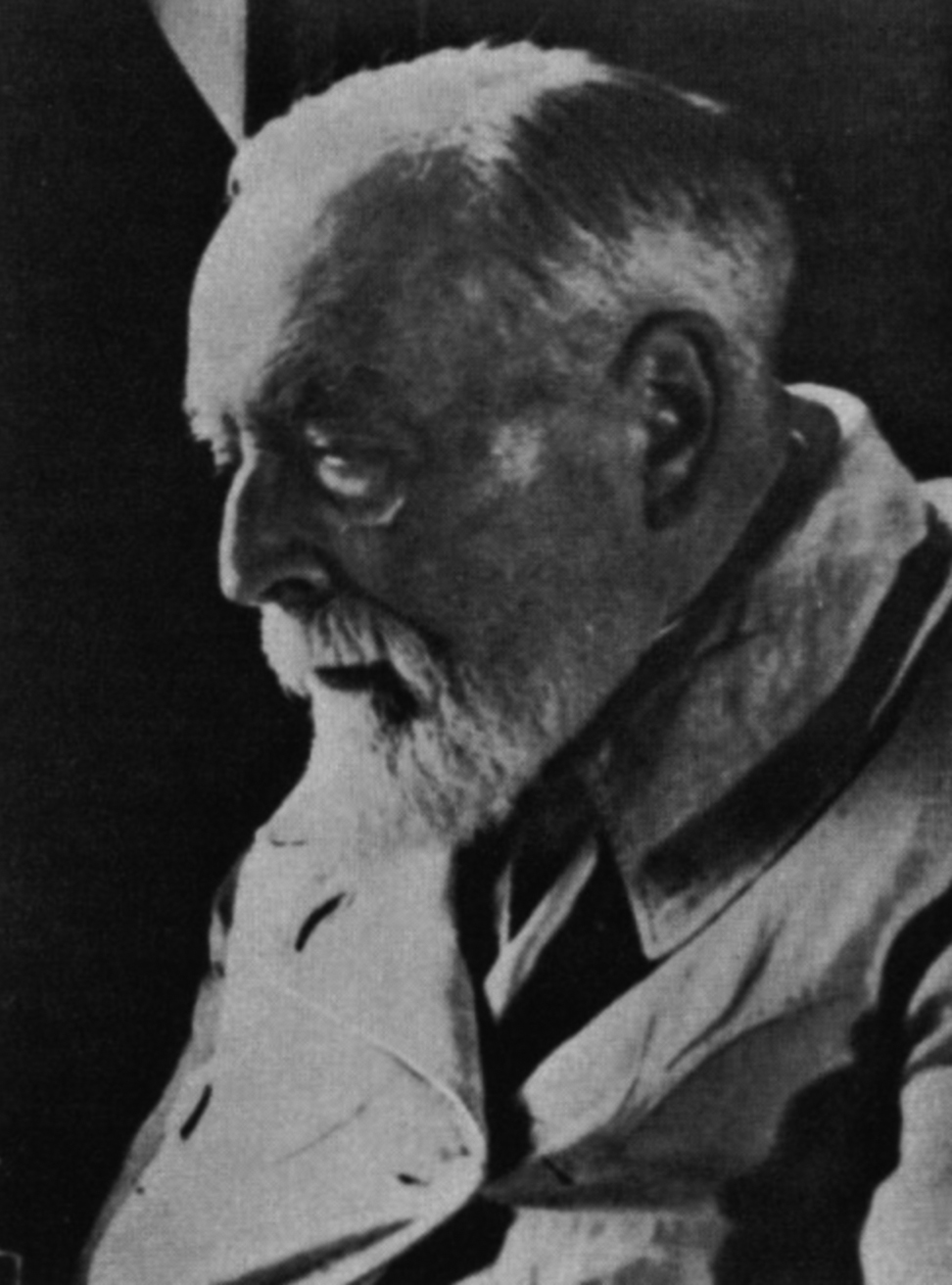
George Boulenger.

George Albert Boulenger est un zoologiste belge naturalisé britannique, né le 19 octobre 1858 à Bruxelles et mort le 23 novembre 1937 à Saint-Malo.

## Biographie
Boulenger est le fils unique de Gustave Boulenger, notaire public belge, et de son épouse, née Juliette Piérart, originaire de Valenciennes. Il est diplômé d'histoire naturelle en 1876 à l'université libre de Bruxelles et travaille au muséum d'histoire naturelle de cette même ville où il étudie particulièrement les amphibiens, les reptiles et les poissons. Il se rend fréquemment au Muséum national d'histoire naturelle de Paris et au British Museum de Londres.
En 1880, il est invité à venir travailler au musée d'histoire naturelle de Londres par Albert Charles Lewis Günther (1830-1914) où il est chargé de réaliser le catalogue des amphibiens qui y sont conservés. Il est bientôt naturalisé britannique. En 1882, il devient assistant-naturaliste de première classe au département de zoologie, poste qu'il conserve jusqu'à son départ à la retraite en 1920.
Durant la période 1900-1935 environ, il se rend une fois par an, pour une journée, au musée royal du Congo (aujourd'hui musée royal de l'Afrique centrale) à Tervueren (à l'est de Bruxelles) pour identifier les nouvelles collections (ou vérifier leurs identifications éventuelles) qui lui sont préparées à l'avance sur de grandes tables. Un préparateur à sa gauche lui présente les spécimens, bocal par bocal, table par table. Confortablement assis, Boulenger passe moins d'une minute par spécimen et en donne le nom (parfois rectifié) qui, immédiatement, est transcrit sur une étiquette par un autre préparateur à sa droite. Il exige que tout lui soit présenté en une journée et, souvent le soir même, repart par la malle Ostende-Douvres. Lorsqu'il s'agit d'une espèce nouvelle, il se la fait expédier à Londres pour en rédiger et publier la description illustrée avant de renvoyer le spécimen à son musée d'origine.
Durant sa retraite, il étudie les roses et publie trente-quatre articles sur des sujets de botanique ainsi que deux livres sur les roses d'Europe.
Suivant ses biographes, il était extrêmement méticuleux et possédait une mémoire infaillible. Il se souvenait de tous les spécimens qu'il avait vus et était capable de les nommer rapidement.
Boulenger jouait également du violon et parlait couramment français, allemand et anglais, lisait l'espagnol, l'italien et un peu de russe. Bien sûr, en tant que zoologiste, il connaissait le grec et le latin.
En 1921, une liste de ses publications (et des espèces qu'il y décrit) de 77 pages mentionne 877 articles (représentant plus de 5 000 pages), 19 monographies sur les poissons, les amphibiens et les reptiles.
Il est l'auteur de 1 096 espèces nouvelles de poissons, 556 d'amphibiens et 872 de reptiles. Ses monographies sur les amphibiens, les lézards et autre reptiles et les poissons (notamment africains, bien qu'il ne s'y soit jamais rendu) sont réputées.
En 1935, il fut le premier membre d'honneur de la Société américaine des ichtyologistes et des herpétologistes. Il reçoit, en 1937, la médaille de l'ordre de Léopold, la plus haute distinction attribuée à un civil en Belgique.
Il faut en particulier, mentionner ses travaux sur les poissons cavernicoles. En 1897, le roi Léopold II de Belgique créé une commission chargée de recruter des naturalistes pour la création d'un muséum au Congo et en confie la direction à Boulenger. Sa principale découverte est, en 1921, un étrange poisson du Congo, aveugle et dépigmenté. Il l'identifie comme étant une espèce nouvelle et l'a décrit dans Nature. Il la dédie à un mystérieux M. Geerts, la personne qui a découvert cet animal. Il nomme ce poisson Caecobarbus geertsii (es), dont le nom de genre vient de caeco = aveugle, et barbus = barbu. Il a aussi dédié à Emílio Augusto Goeldi (1859-1917) l’espèce Flectonotus goeldii.
Il est le père du zoologiste Edward George Boulenger (1888-1946).

## Les espèces dédiées à G. A. Boulenger
- Atractaspis boulengeri
- Boulengerochromis microlepis
- Boulengerina annulata
- Bryconaethiops boulengeri
- Boulengerella cuvieri
- Boulengerella lateristriga
- Boulengerella maculata
- Boulengerella lucius
- Boulengerella xyrekes
- Cylindrophis boulengeri
- Dendragama boulengeri
- Gonyosoma boulengeri
- Homopus boulengeri
- Morethia boulengeri
- Neolamprologus boulengeri
- Trachyboa boulengeri
- Xenotilapia boulengeri

## Publications
- Catalogue of the Batrachia Salientia s. Ecaudata in the Collection of the British Museum. (1882).
- Catalogue of the Lizards in the British Museum (Natural History). Second Edition. (1885, 1885, 1887). 3 vol.
- Catalogue of the Chelonians, Rhynchocephalians, and Crocodiles in the British Museum (Natural History). New Edition. (1889).
- The Fauna of British India, Including Ceylon and Burma. Reptilia and Batrachia. (1890).
- Catalogue of the Snakes in the British Museum (Natural History). (1893, 1894, 1896). 3 vol.
- The Tailless Batrachians of Europe. (1897).
- The Snakes Of Europe. (1913).

### Biographies
- David Meredith Seares Watson (1940). George Albert Boulenger. 1858-1937, Obituary Notices of Fellows of the Royal Society, 3 (8) : 13-17.  (ISSN 1479-571X)
- Max Poll (1966). Notice sur George A. Boulenger. - Annuaire de l'Acad. r. Belg., 133 : 1-40.
- Max Poll (1966). L'œuvre africaine de George-A. Boulenger. - Bull. Séanc. Acad. r. Sci. Outre-Mer, nouv. sér., 12 (3) : 546-555.
- Max Poll (1968). Georges-Albert Boulenger. In : Florilège des sciences en Belgique pendant le XIXe siècle et le début du XXe Classe des Sciences, Académie royale de Belgique, Bruxelles, p. 907-927.
- Max Poll (1973). Boulanger Georges-Albert. In : Annuaire de l'Acad. r. Belg., 133 : 191-228.
- Walter Robyns, « G.A. Boulenger 1858-1937. Sa vie et son œuvre rhodologique », Bulletin du Jardin Botanique de l'État, Bruxelles, vol. 15, no 1,‎ 1938, p. 1-24.

Boulenger est l’abréviation botanique standard de George Albert Boulenger.
Consulter la liste des abréviations d'auteur en botanique ou la liste des plantes assignées à cet auteur par l'IPNI, la liste des champignons assignés par MycoBank, la liste des algues assignées par l'AlgaeBase et la liste des fossiles assignés à cet auteur par l'IFPNI.
Boulenger est l’abréviation habituelle de George Albert Boulenger en zoologie.

Consulter la liste des abréviations d'auteur en zoologie ou la liste des taxons zoologiques assignés à cet auteur par ZooBank